# 1993 في ساحل العاج
فيما يلي قوائم الأحداث التي وقعت خلال عام 1993 في ساحل العاج.

## سياسة

### انتهاء فترة المنصب
- 7 ديسمبر – فيليكس أوفوي بوانيي رئيس ساحل العاج [الإنجليزية]‏.

## مواليد

### أبريل
- 20 أبريل – مامادو سورو نانغا لاعب كرة قدم مالي.

### يونيو
- 12 يونيو – باتريك جبالا لاعب كرة قدم إيفواري.
- 15 يونيو – سايوبا ماندي لاعب كرة قدم إيفواري.

### يوليو
- 6 يوليو – ويلفريد كانون لاعب كرة قدم إيفواري.

### أكتوبر
- 14 أكتوبر – الشيخ كومارا

### نوفمبر
- 13 نوفمبر – روجيه أساليه لاعب كرة قدم إيفواري.

## وفيات

### ديسمبر
- 7 ديسمبر – فيليكس أوفوي بوانيي (مواليد 1905) أول رئيس لساحل العاج.